# Мађарска на Светском првенству у атлетици у дворани 2012.
Мађарска је учествовала на Светском првенству у атлетици у дворани 2012. одржаном у Истанбулу од 9. до 11. марта. четрнаести пут, односно учествовала је на свим светским првенствима до данас. Репрезентацију Мађарске представљало је троје такмичара (2 мушкарца и 1 жена), који су се такмичили у три дисциплине.
На овом првенству Мађарска није освојила ниједну медаљу. Није било нових националних, личних и рекорда сезоне.

## Учесници
| Мушкарци: - Балаж Баји — 60 м препоне - Лајош Курти — Бацање кугле | Жене: - Anasztázia Nguyen — Бацање кугле |  |

## Резултати

### Мушкарци
| Атлетичар   | Дисциплина   | Лични рекорд | Квалификације | Квалификације | Полуфинале | Полуфинале | Финале                | Финале       | Детаљи |
| Атлетичар   | Дисциплина   | Лични рекорд | Резултат      | Место         | Резултат   | Место      | Резултат              | Место        | Детаљи |
| ----------- | ------------ | ------------ | ------------- | ------------- | ---------- | ---------- | --------------------- | ------------ | ------ |
| Балаж Баји  | 60 м препоне | 7,67         | 7,81 кв       | 4. у гр. 2    | 7,76       | 6. у гр. 1 | Нису се квалификовали | 12 / 29 (32) |        |
| Лајош Курти | Бацање кугле | 20,23        | 19,62         | 14            |            |            | Нису се квалификовали | 14 / 23      |        |

### Жене
| Атлетичарка       | Дисциплина | Лични рекорд | Квалификације | Квалификације | Полуфинале            | Полуфинале            | Финале                | Финале       | Детаљи |
| Атлетичарка       | Дисциплина | Лични рекорд | Резултат      | Место         | Резултат              | Место                 | Резултат              | Место        | Детаљи |
| ----------------- | ---------- | ------------ | ------------- | ------------- | --------------------- | --------------------- | --------------------- | ------------ | ------ |
| Anasztázia Nguyen | 60 м       | 7,47         | 7,59          | 5. у гр. 4    | Није се квалификовала | Није се квалификовала | Није се квалификовала | 33 / 62 (64) |        |